# Мочей
Моче́й (рос. Мочей, чув. Мучикасси) — присілок у Чувашії Російської Федерації, у складі Іспуханського сільського поселення Красночетайського району.
Населення — 215 осіб (2010; 285 в 2002, 454 в 1979, 567 в 1939, 550 в 1927, 376 в 1897, 192 в 1860, 139 в 1795).
Національний склад (2002):
- чуваші — 100 %

## Історія
Історичні назви — Мочеєва, Мочеї, Мочикаси. До 1835 року селяни мали статус державних, до 1863 року — удільних, займались землеробством, тваринництвом, виробництвом борошна. 1885 року відкрита школа грамоти. На початку 20 століття діяло 3 вітряки. 1930 року створено колгосп «ВКП(б)». До 1920 року присілок входив до складу Курмиської та Торханівської волостей Курмиського повіту (у 1835–1863 роках — у складі Курмиського удільного приказу), до 1927 року — у складі Торханівської та Красночетаївської волостей Ядринського повіту. З переходом на райони 1927 року — спочатку у складі Красночетайського, у період 1962–1965 років — у складі Шумерлинського, після чого знову переданий до складу Красночетайського району.

## Господарство
У присілку діють бібліотека, пошта та відділення банку, 2 магазини.